# Нимно
Нимно (на словенски: Nimno) е село в Словения, Савински регион, община Рогашка Слатина. Според Националната статистическа служба на Република Словения през 2002 г. селото има 77 жители.